# 日本の英語科設置高等学校一覧
日本の英語科設置高等学校一覧（にっぽんのえいごかせっちこうとうがっこういちらん）は、全国の「英語に関する学科（その他専門教育を施す学科扱い）」、「外国語に関する学科」又は「国際関係に関する学科」が設置されている高等学校の一覧である。
専門教科「英語」（「外国語に関する学科」・「国際関係に関する学科」）を中心に履修する専門教育を主とする学科が設置されている高等学校は、本項目に掲載する。それ以外の学科・課程において専門教科「英語」を履修する場合において「その他専門教育を施す学科（一部地域の英語科・英語に関する学科）」については、「外国語に関する学科」又は「国際関係に関する学科」との区別を明確にした上で掲載する。専門教科「英語」（「外国語に関する学科」・「国際関係に関する学科」）を履修しない学科・課程は、名称に「国際」が含まれる場合（「商業に関する学科」で国際系の学科名等になっている場合該当）であっても、本項目に含めない。なお「普通科英語コース」については普通科コース設置校を参照。

## 北海道
- 北海道札幌国際情報高等学校 - 国際文化科
- 北海道千歳高等学校 - 国際教養科
- 北星学園女子高等学校 - 英語科
- 遺愛女子高等学校 - 英語科
- 札幌静修高等学校 - 国際科

## 東北地方

### 青森県
- 青森県立青森南高等学校 - 外国語科
- 青森明の星高等学校 - 英語科
- 八戸聖ウルスラ学院高等学校 - 英語科

### 岩手県
- 岩手県立不来方高等学校 - 外国語学系(英語コース、フランス語コース、中国語コース)

### 宮城県
- 宮城県仙台東高等学校 - 英語科
- 宮城県泉高等学校 - 英語科

### 秋田県
- 秋田県立能代松陽高等学校 - 国際コミュニケーション科
- 秋田県立由利高等学校 - 国際科（普通科理数科括り募集）

### 福島県
- 福島県立郡山高等学校 - 英語科
- 福島県立湯本高等学校 - 英語科
- 福島県立福島南高等学校 - 国際文化科
- 福島県立富岡高等学校 - 国際・スポーツ科
- 福島県立あさか開成高等学校 - 国際科学科

## 関東地方

### 茨城県
- 茨城県立日立第二高等学校 - 英語科
- 茨城県立竹園高等学校 - 国際科（普通科括り募集）

### 栃木県
- 白鷗大学足利高等学校富田キャンパス - 英語科

### 群馬県
- 共愛学園高等学校 - 英語科
- 群馬県立前橋西高等学校 - 国際科
- 群馬県立伊勢崎高等学校 - グローバールコミュニケーション科

### 埼玉県
- 埼玉県立蕨高等学校 - 外国語科
- 埼玉県立南稜高等学校 - 外国語科
- 埼玉県立和光国際高等学校 - 外国語科
- 埼玉県立春日部女子高等学校 - 外国語科
- 埼玉県立越谷南高等学校 - 外国語科
- 埼玉県立坂戸高等学校 - 外国語科
- 埼玉県立不動岡高等学校 - 外国語科
- 埼玉県立草加南高等学校 - 外国語科
- 西武学園文理高等学校 - 英語科
- 埼玉県立岩槻高等学校 - 国際文化科

### 千葉県
- 千葉英和高等学校 - 英語科
- 植草学園大学附属高等学校 - 英語科
- 国府台女子学院高等部 - 英語科
- 千葉県立松戸国際高等学校 - 国際教養科
- 千葉県立成田国際高等学校 - 国際科
- 千葉県立東金高等学校 - 国際教養科
- 千葉市立稲毛高等学校 - 国際教養科
- 千葉県立流山おおたかの森高等学校 - 国際コミュニケーション科
- 松戸市立松戸高等学校 - 国際人文科
- 翔凜高等学校 - 国際科
- 千葉県立流山東高等学校 - 国際文化科（2008年3月閉校）

### 東京都
- 東京都立国際高等学校 - 国際学科
- 東京都立大島海洋国際高等学校 - 海洋国際科
- 関東国際高等学校 - 外国語科
- 郁文館グローバル高等学校 - 国際科

### 神奈川県
- 聖和学院高等学校 - 英語科
- 横浜隼人高等学校 - 国際語科
- 横浜市立横浜商業高等学校 - 国際学科
- 神奈川県立弥栄高等学校 - 国際科
- 神奈川県立横浜国際高等学校 - 国際科
- 神奈川県立横須賀明光高等学校 - 国際科
- 川崎市立橘高等学校 - 国際科
- 神奈川県立神奈川総合産業高等学校 - 全日制課程総合産業科リベラルアーツ分野 - 定時制課程総合学科人文国際系列教養英語分野

## 中部地方

### 新潟県
- 新潟県立国際情報高等学校 - 国際文化科
- 新潟市立万代高等学校 - 英語理数科
- 新潟県立燕中等教育学校 - 国際科学科

### 富山県
- 富山県立伏木高等学校 - 国際交流科
- 富山県立南砺福光高等学校 - 国際科
- 富山県立志貴野高等学校 - 国際教養科 - 定時制単設

### 福井県
- 福井県立足羽高等学校 - 国際科
- 福井県立武生東高等学校 - 国際科

### 山梨県
- 山梨県立甲府第一高等学校 - 英語科
- 山梨県立石和高等学校 - 国際教養科（2012年3月閉校）

### 長野県
- 長野県長野西高等学校 - 国際教養科
- 長野県上田染谷丘高等学校 - 国際教養科
- 長野県飯田風越高等学校 - 国際教養科
- 長野県軽井沢高等学校 - 国際文化科
- 長野県松本県ヶ丘高等学校 - 英語科

### 岐阜県
- 富田高等学校 - 国際科
- 中京高等学校 - 国際選抜

### 静岡県
- 静岡県立浜松湖南高等学校 - 英語科
- 静岡県立静岡城北高等学校 - 国際科
- 静岡県立浜松北高等学校 - 国際科
- 静岡県立吉原高等学校 - 国際科

### 愛知県
- 愛知県立尾北高等学校 - 英語科
- 名古屋市立名東高等学校 - 国際英語科
- 愛知県立千種高等学校 - 国際教養科
- 愛知県立御津高等学校 - 国際教養科
- 刈谷北高等学校 - 国際教養科
- 名古屋国際高等学校 - 国際教養科
- 光ヶ丘女子高等学校 - 国際教養科

## 近畿地方

### 三重県
- 三重県立川越高等学校 - 国際文理科
- 三重県立飯野高等学校 - 英語コミュニケーション科
- 三
- 三重県立津西高等学校 - 国際科学科
- 四日市メリノール学院高等学校 - 英語科

### 滋賀県
- 滋賀県立北大津高等学校 - 国際文化科
- 滋賀県立水口高等学校 - 国際文化科

### 京都府
- 京都市立日吉ヶ丘高等学校 - 国際コミュニケーション科
- 京都府立鳥羽高等学校 - グローバル科

### 大阪府
- 大阪府立千里高等学校 - 国際文化科
- 大阪府立住吉高等学校 - 国際文化科
- 大阪府立泉北高等学校 - 国際文化科
- 大阪府立箕面高等学校 - 国際教養科、グローバル科
- 大阪府立旭高等学校 - 国際教養科
- 大阪府立枚方高等学校 - 国際教養科
- 大阪府立花園高等学校 - 国際教養科
- 大阪府立長野高等学校 - 国際教養科
- 大阪府立佐野高等学校 - 国際教養科
- 大阪薫英女学院高等学校 - 国際科
- 大阪国際滝井高等学校 - 国際科
- 大阪産業大学附属高等学校 - 国際科
- 帝塚山学院泉ヶ丘高等学校 - 国際科
- 大阪府立東高等学校 - 英語科
- 大阪府立いちりつ高等学校 - 英語科
- 東大阪市立日新高等学校 - 英語科

### 兵庫県
- 兵庫県立国際高等学校 - 国際科
- 神戸市立葺合高等学校 - 国際科
- 姫路市立琴丘高等学校 - 国際文化科
- 兵庫県立明石西高等学校 - 国際人間科
- 芦屋学園高等学校 - 国際文化科
- 神戸国際高等学校 - 国際文化科
- 兵庫県立鳴尾高等学校 - 国際文化情報学科

### 奈良県
- 奈良市立一条高等学校 - 外国語科
- 奈良県立国際高等学校 - 国際科
- 奈良県立高取国際高等学校 - 国際英語科・国際コミュニケーション科・国際文化科
- 奈良県立法隆寺国際高等学校 - 国際英語科・国際教養科

### 和歌山県
- 和歌山県立星林高等学校 - 国際交流科
- 和歌山県立那賀高等学校 - 国際科
- 和歌山県立串本古座高等学校 - 国際教養科

## 中国地方

### 島根県
- 松江市立皆美が丘女子高等学校 - 国際コミュニケーション科

### 岡山県
- 岡山県立西大寺高等学校 - 国際情報科
- 岡山学芸館高等学校 - 英語科

### 広島県
- 広島県立安芸府中高等学校 - 国際科

### 山口県
- 山口県立華陵高等学校 - 英語科

## 四国地方

### 徳島県
- 徳島県立徳島北高等学校 - 国際英語科

### 香川県
- 香川県立高松商業高等学校 - 英語実務科

### 愛媛県
愛媛県内の全ての高等学校には、英語科または国際科もしくはそれらに類する学科が設置されていない。

### 高知県
- 高知県立高知国際高等学校 - グローバル科
- 高知県立高知西高等学校 - 英語科
- 高知県立高知南高等学校 - 国際科

※高知県立高知西高等学校と 高知県立高知南高等学校は統合に伴い、2023年3月で閉校予定。英語科、国際科は高知県立高知国際高等学校 のグローバル科に集約される。

## 九州地方

### 福岡県
- 福岡県立香住丘高等学校 - 英語科
- 福岡県立嘉穂東高等学校 - 英語科
- 福岡県立久留米高等学校 - 英語科
- 福岡県立北筑高等学校 - 英語科
- 福岡市立福岡女子高等学校 - 国際教養科
- 柳川高等学校 - 国際科

### 長崎県
- 聖和女子学院高等学校 - 英語科
- 長崎県立諫早商業高等学校 - 国際コミュニケーション科
- 長崎県立佐世保商業高等学校 - 国際コミュニケーション科

### 熊本県
- 熊本県立熊本北高等学校 - 英語科

### 大分県
- 大分県立別府翔青高等学校 - 外国語科

### 宮崎県
- 宮崎県立日向高等学校 - 外国語科
- 宮崎県立都城西高等学校 - 外国語科
- 宮崎県立延岡星雲高等学校 - 国際人文科

### 鹿児島県
- 鹿児島情報高等学校 - e-プレップ科

### 沖縄県
- 沖縄県立那覇国際高等学校 - 国際科
- 沖縄県立那覇西高等学校 - 国際人文科
- 沖縄県立球陽高等学校 - 国際英語科
- 沖縄県立向陽高等学校 - 国際文科